# Mordano
Mordano – miejscowość i gmina we Włoszech, w regionie Emilia-Romania, w prowincji Bolonia.
Według danych na styczeń 2009 gminę zamieszkiwało 4617 osób przy gęstości zaludnienia 214,7 os./1 km².